# Aegopogon
Genre
Classification APG III (2009)
Aegopogon est un genre végétal de la famille des Poaceae.   

## Liste d'espèces
Selon World Checklist of Selected Plant Families (WCSP) (29 nov. 2011) :
- Aegopogon bryophilus Döll (1880)
- Aegopogon cenchroides Humb. & Bonpl. ex Willd. (1806)
- Aegopogon solisii G.A.Levin (1989)
- Aegopogon tenellus (DC.) Trin. (1824)